# 全日本家禽協会
全日本家禽協会（にほんかきんきょうかい）は、一般財団法人進化生物学研究所が運営する研究機関。

## 概要
- 所在：東京都世田谷区上用賀2-4-8
- 設立：1951年11月19日
- 会長：初代近藤典生、二代正田陽一、三代（現）小宮山鐵郎
- 目的：日本家禽の保存及び調査研究をなすとともに会員相互の親睦と連絡を図る。

## 事業
1. 文化財保護法により天然記念物動物として指定された又は指定を受ける資格のある日本家禽の保存及び調査研究に関する事項
2. 日本家禽の能力検定に関する事項
3. 日本家禽の血統及び登録に関する事項
4. 海外家禽団体との連絡、資料交換、調査等に関する事項
5. 家禽に関する図書、印刷物の刊行
6. 家禽に関する展覧会、品評会、講習会、講和会等の開催
7. その他本会の目的を達成するために必要な事項